# Larbroye
Larbroye é uma comuna francesa na região administrativa de Altos da França, no departamento de Oise. Estende-se por uma área de 2,2 km². Em 2010 a comuna tinha 523 habitantes (densidade: 237,7 hab./km²).